# Centro Acuático de Deodoro

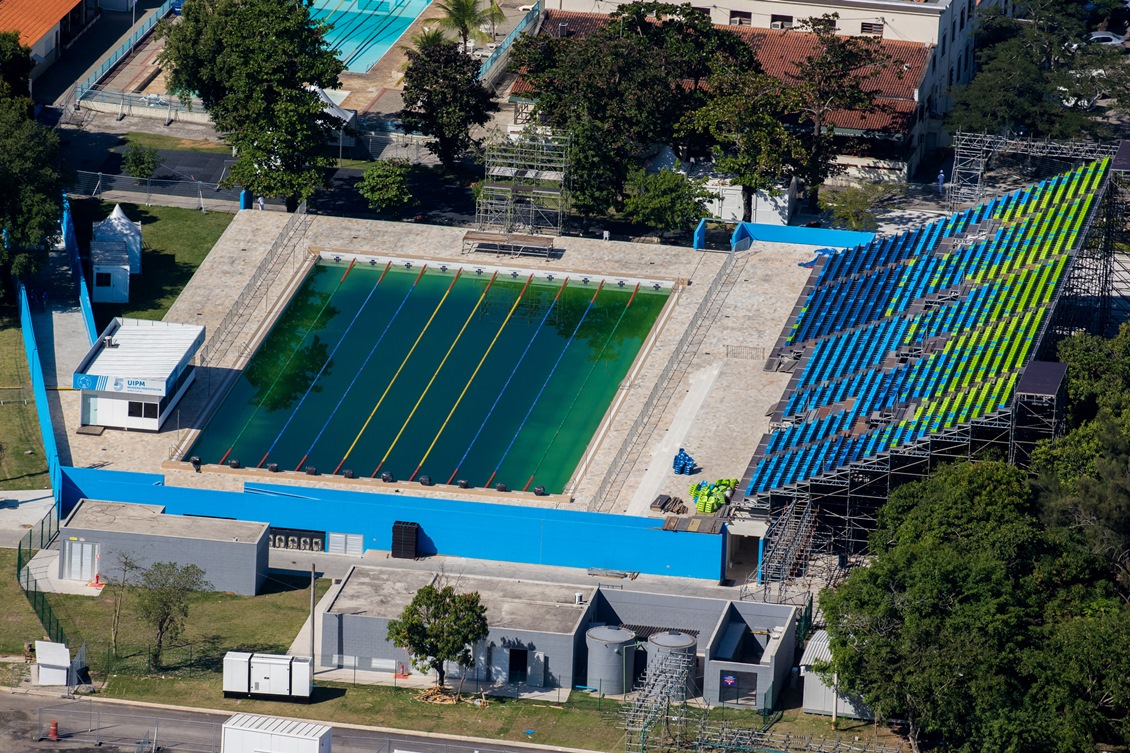
Centro Acuático de Deodoro

El Centro Acuático de Deodoro es un centro de natación situado en el Parque Olímpico de Deodoro, Río de Janeiro, Brasil. Este fue construido en 2007 con motivo de los Juegos Panamericanos de 2007. Acogió los eventos de natación en el pentatlón moderno en los Juegos Olímpicos de Verano de 2016 tras verse sometido a una remodelación entre 2014 y 2016.